# ミハイル・ドンスコイ
ミハイル・ウラディミロヴィチ・ドンスコイ（Mikhail Vladimirovich Donskoy、ロシア語: Михаил Владимирович Донской、1948年9月9日 - 2009年1月13日）は、ソビエト連邦、およびロシアの計算機科学者。

## 経歴
1970年にモスクワ大学を卒業、ソビエト社会主義共和国連邦科学アカデミー(現在のロシア科学アカデミー)のコントロールサイエンス研究所に加わった。そこで彼はチェスプログラム『カイサ』 (Kaissa) の開発メンバーの一人に加わり、カイサは1974年にストックホルムで開催された第1回世界コンピュータチェス選手権にて優勝を果たした。
1980年代の初頭にソビエトがチェスプログラムの開発に対して消極的になったのちは、チェスのデータベースの作成に努めた。1994年、彼は自身の会社DISCo (Donskoy Interactive Software Company)を起業し、辞書ソフトウェアの開発を行った。